# سیارک ۲۶۹۰
سیارک ۲۶۹۰ (به انگلیسی: 2690 Ristiina، نامگذاری:1938DG1) دو هزار و ششصد و نودمین سیارک کشف شده‌است که در ۲۴ فوریه ۱۹۳۸ کشف شد.
قدر مطلق سیارک برابر ۱۱٫۱۰ است.